# För medborgerlig förtjänst

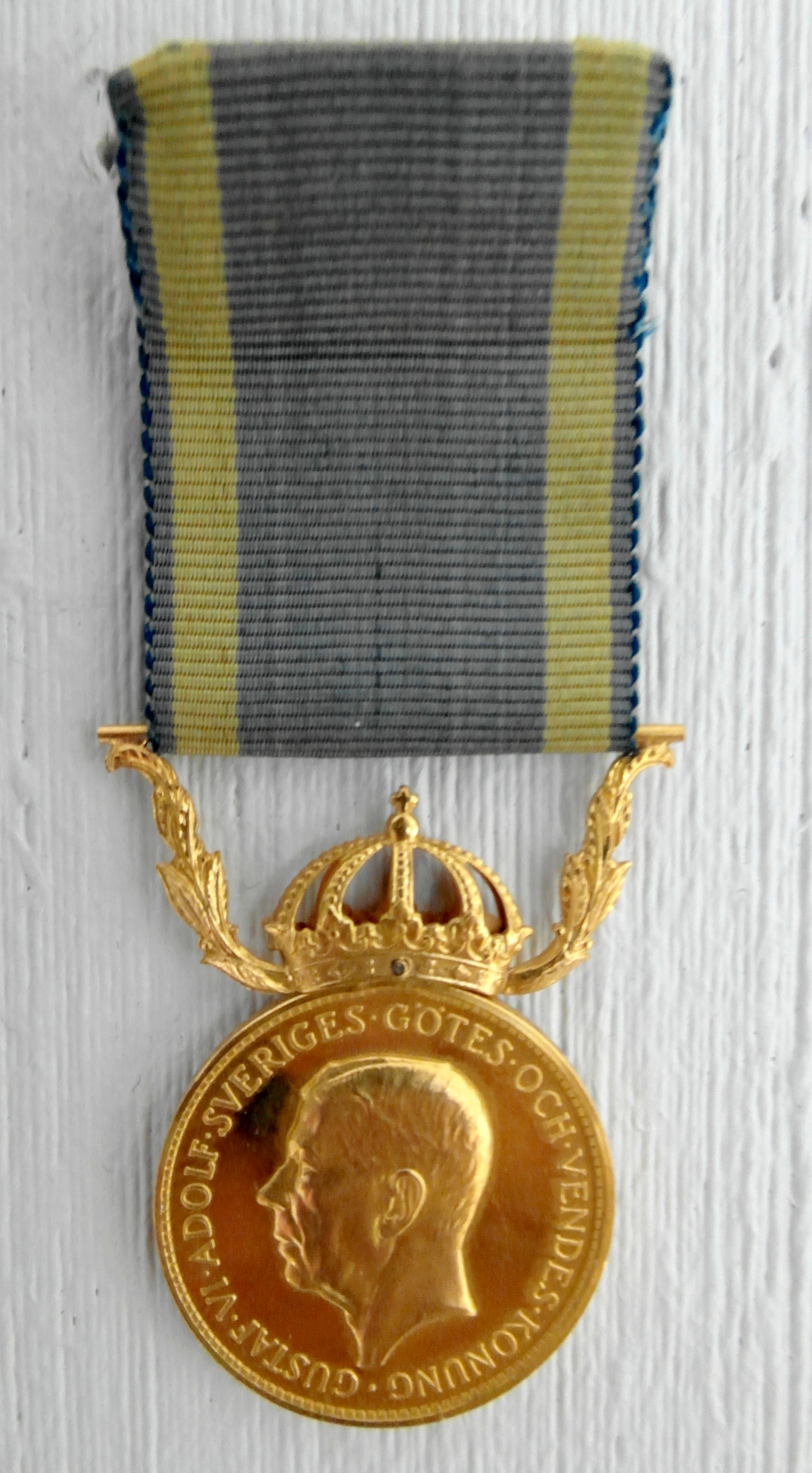
För medborgerlig förtjänst i guld.

Medaljen för medborgerlig förtjänst är en svensk kunglig medalj som delas ut av regeringen för olika samhällsinsatser, den ingår därmed i gruppen regeringens belöningsmedaljer. Den delades senast ut år 1988 till Sigvard Tomner (tolfte storleken).

## Historia
År 1785 instiftade kung Gustaf III medaljen Illis quorum meruere labores (latin:  "åt dem vars gärningar gör dem förtjänta därav") som belöning för förtjänta svenska och utländska medborgare. Kung Karl XIV Johan bestämde år 1832 att de kungliga medaljerna skulle ha inskriptioner på svenska. På förslag av Antikvitetsakademien, gillat av kungen den 30 juni samma år, började medaljerna präglas med den svenska inskriptionen "för medborgerlig förtjänst". Den bildade därmed en parallell till Nordstjärneorden som också förlänades för "medborgerliga förtjänster". De gamla stamparna med den latinska inskriptionen skulle dock sparas, och användes även fortsättningsvis.
Före ordensreformen år 1975 utdelades den ofta till kommunala förtroendemän. Efter För nit och redlighet i rikets tjänst var det den vanligast utdelade statliga medaljen.  Numera utdelas medaljen sällan, då Illis quorum används med ungefär samma motiveringar, och under perioden 1989-2005 utdelades medaljen inte alls. Under perioden 1975-1988 utdelades tolv medaljer av detta slag, varav sex i tolfte storleken, fem i åttonde storleken och en i femte storleken.

## Utseende
Medaljen bär statschefens porträtt på åtsidan, och medaljörens namn på frånsidan. Den bärs i blått band med gula kanter och finns i fem storlekar:
- Artonde storleken i guld (GMmf18)
- Tolfte storleken i guld (GMmf12)
- Åttonde storleken i guld (GMmf8)
- Femte storleken i guld (GMmf5)
- Femte storleken i silver (SMmf5)

## Mottagare[6]

### Tolfte storleken
Lovisa Åhrberg, 1852

Karl Gunnar Månsson, 1976

Per Sköld, 1982

Arne Callans, 1983

Folke Haldén, 1983

Jonas Norrby, 1985

Sigvard Tomner, 1988

### Åttonde storleken
Kaj Pinéus, 1980

Harry Tornquist, 1982

Rolf Eliasson, 1983

Sven Eriksson, 1983

Olof Burman, 1984

### Femte storleken
Nils Enbohm, 1983